# Willis Sweet

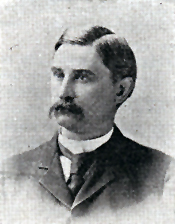
Willis Sweet

Willis Sweet (* 1. Januar 1856 in Alburgh, Vermont; † 9. Juli 1925 in San Juan, Puerto Rico) war ein US-amerikanischer Politiker. Zwischen 1890 und 1895 vertrat er den ersten Wahlbezirk des Bundesstaates Idaho im US-Repräsentantenhaus.

## Frühe Jahre
Willis Sweet besuchte die öffentlichen Schulen seiner Heimat und danach die University of Nebraska in Lincoln. In dieser Stadt machte er auch eine Ausbildung zum Drucker. Im September 1881 zog er nach Moscow im Idaho-Territorium. Nach einem Jurastudium begann er ab 1889 in dieser Stadt als Rechtsanwalt zu arbeiten.

## Politische Laufbahn
Sweet war Mitglied der Republikanischen Partei. Im Jahr 1888 wurde er zum Bundesstaatsanwalt für das Idaho-Territorium ernannt. Zwischen 1889 und 1890 war er im ersten juristischen Bezirk dieses Gebietes Richter. Sweet war außerdem zwischen 1889 und 1893 der erste Präsident der University of Idaho. Nachdem Idaho als Bundesstaat den Vereinigten Staaten beigetreten war, wurde Willis Sweet als erster Abgeordneter des neuen Staates in das US-Repräsentantenhaus gewählt. Nach einigen Wiederwahlen konnte er dieses Mandat zwischen dem 1. Oktober 1890 und dem 3. März 1895 ausüben. Im Jahr 1894 verzichtete er auf eine erneute Kandidatur. Zwei Jahre später kandidierte Sweet erfolglos für den US-Senat.

## Weiterer Lebenslauf
In den folgenden Jahren arbeitete Willis Sweet als Rechtsanwalt in Coeur d’Alene. Von 1903 bis 1905 war er Attorney General von Puerto Rico. Dort gab er in der Hauptstadt San Juan seit 1913 bis zu seinem Tod im Jahr 1925 eine Zeitung heraus.